# Los Espartales
Los Espartales es una ganadería brava española propiedad de José Luis Iniesta, y que pasta actualmente en la finca “Los Espartales”, situada en el término del municipio de Valverde de Leganés, en la Provincia de Badajoz; está inscrita en la Agrupación Española de Ganaderos de Reses Bravas. Es uno de los dos hierros que posee el empresario y ganadero José Luis Iniesta, siendo Los Espartales de encaste Murube-Urquijo y el homónimo José Luis Iniesta de encaste Juan Pedro Domecq; este último también pasta en la finca de Valverde de Leganés.

## Historia de la ganadería
José Luis Iniesta Vázquez forma su ganadería en 1988 a nombre de la sociedad agroganadera Sierra de Salor, con reses que procedían de la ganadería de Carmen Lorenzo, uno de los hierros de Pedro Gutiérrez Moya Niño de la Capea. Una de las reses escogidas para formar la ganadería de Los Espartales fue el novillo Pesetero, indultado por Ortega Cano en Salamanca el 16 de junio de 1987. De la simiente de Pesetero han nacido diversas generaciones de toros que han dado numerosos triunfos a los hierros de Capea y otros formados con esta procedencia. Por sus características, los toros de esta ganadería son habituales en los festejos de rejones. En el año 2018, Los Espartales hizo historia en la plaza de Las Ventas, al cortarse por primera vez el rabo a un toro en un festejo de rejones; el toro se llamaba Biemplantao y fue lidiado por Diego Ventura en cuarto lugar, en un mano a mano junto a Andy Cartagena.

### Toros célebres
- Biemplantao: lidiado por Diego Ventura en Madrid el 9 de junio de 2018. Fue el primer toro al que se le cortó el rabo en una corrida de rejones en Las Ventas.[7][8][9]
- Perdido: indultado por Diego Ventura en la plaza de toros de La Condomina en Murcia el 17 de septiembre de 2017.[10] Fue un indulto histórico, al ser la primera vez en la historia de la tauromaquia española que se indultaba un toro en una corrida de rejones.[11][12]

## Características
La ganadería está formada por toros de procedencia Murube-Urquijo. Atienden en sus características zootécnicas las que recoge como propias el Ministerio del Interior:
- Toros con gran volumen corporal, con cabeza grande, carifoscos, destacando perfil cefálico subconvexo o recto, con hocico chato y ancho. Son anchos y profundos de tórax, bien enmorrillados, la papada alcanza bastante desarrollo, son badanudos y de mucho hueso, con borlón de la cola abundante.
- Predominan las encornaduras brochas o en corona, de desarrollo medio, de coloración blanquecina o negruzca.
- Los ejemplares son generalmente de pinta negra y excepcionalmente pueden darse algunos castaños y tostados. Los accidentales son bastante limitados, fundamentalmente el bragado, meano, listón y, a veces, chorreado.[14]